# Билет в Томагавк
«Билет в Томагавк» (англ. A Ticket to Tomahawk) — американский комедийный вестерн 1950 года режиссёра Ричарда Сейла. В главных ролях снялись Дэн Дэйли и Энн Бакстер. Мэрилин Монро появляется здесь в эпизодической роли танцовщицы.

## Сюжет
1876 год. Доусон хочет задержать поезд, следующий в Томагавк, штат Колорадо, чтобы не позволить ему обогнать его дилижанс. Среди пассажиров поезда Джонни, отвечающий за то, чтобы поездка прошла успешно и была завершена вовремя. Также в поезде едут актрисы, девушки-певицы из группы мадам Аделаиды…

## В ролях
| Актёр          | Роль           |
| -------------- | -------------- |
| Дэн Дэйли      | Джонни         |
| Энн Бакстер    | Кит Додж мл.   |
| Рори Кэлхун    | Дакота         |
| Уолтер Бреннан | Теренс Свини   |
| Чарльз Кемпер  | Чукити Джонс   |
| Конни Гилкрист | мадам Аделаида |
| Артур Ханникат | Сэд Айс        |
| Уилл Райт      | Додж           |
| Чиф Йоулачи    | Пауни          |
| Виктор Сен Янг | Додж           |
| Мэрилин Монро  | Клара          |

## Саундтрек
| Песня                                                 | Исполнители                                                             | Примечания                            |
| ----------------------------------------------------- | ----------------------------------------------------------------------- | ------------------------------------- |
| «Oh, What a Forward Young Man You Are»                | Мэрилин Монро, Марион Маршалл, Джойс МакКензи, Барбара Смит и Дэн Дэйли | -                                     |
| «A Ticket to Tomahawk»                                | Исполнена оркестром в открывающих титрах                                | Позже исполнена Дэном Дэйли на гитаре |
| «Pat Works on the Railway»                            | Исполнена Дэном Дэйли на мандолине                                      | (в титрах не указана)                 |
| «Ta-ra-ra Boom-der-é»                                 | -                                                                       | (в титрах не указана)                 |
| «Oh, Dem Golden Slippers!»                            | -                                                                       | (в титрах не указана)                 |
| «Polly Wolly Doodle»                                  | -                                                                       | (в титрах не указана)                 |
| «She’ll Be Comin' Around the Mountain When She Comes» | -                                                                       | (в титрах не указана)                 |
| «Ach, Du Lieber Augustine»                            | -                                                                       | (в титрах не указана)                 |
| «The Irish Washerwoman»                               | -                                                                       | (в титрах не указана)                 |
| «Cheyenne»                                            | -                                                                       | -                                     |